# Palazzo della Finanza
Il Palazzo della Finanza è uno storico edificio di Trapani in Sicilia.

## Storia
Il sito sul quale oggi sorge il palazzo era originariamente occupato da un monastero eretto nel 1460 su iniziativa del nobile Giacomo Pipi con l'autorizzazione di Papa Pio II. L'edificio andò incontro a un rifacimento completo negli anni successivi alla prima guerra mondiale ad opera dell'ingegnere Luigi Baffa, in seguito al quale ospitò gli uffici locali del ministero delle finanze.

## Descrizione
L'edificio occupa un lotto d'angolo tra via Torrearsa e via Giuseppe Garibaldi. Sviluppato su tre livelli, presenta uno stile eclettico con contaminazioni neogotiche e floreali.